# Алматинский сельский округ
Алматинский сельский округ (каз. Алматы ауылдық округі) — административная единица в составе Есильского района Северо-Казахстанской области Казахстана. Административный центр — село Орнек.
Население — 796 человек (2009, 1275 в 1999, 1884 в 1989).

## Социальные объекты
На территории Алматинского сельского округа функционируют 2 основные школы с казахским языком обучения. При школах установлены хоккейные коробки для занятия зимними видами спорта, имеются футбольные и волейбольные площадки. Имеются 2 пришкольных мини-центра с полным днем пребывания.
В округе работает этнокультурное объединение «Атамекен».
В округе функционируют 3 библиотеки, 3 медицинских пункта.

## Состав
В состав округа входят такие населенные пункты:
| Населенный пункт | Население, человек (1989) | Население, человек (1999) | Население, человек (2009) |
| ---------------- | ------------------------- | ------------------------- | ------------------------- |
| Жаркайын, село   | 319                       | 259                       | 169                       |
| Мектеп, село     | 452                       | 487                       | 328                       |
| Орнек, село      | 1113                      | 529                       | 299                       |